# Itaipu (Glass)

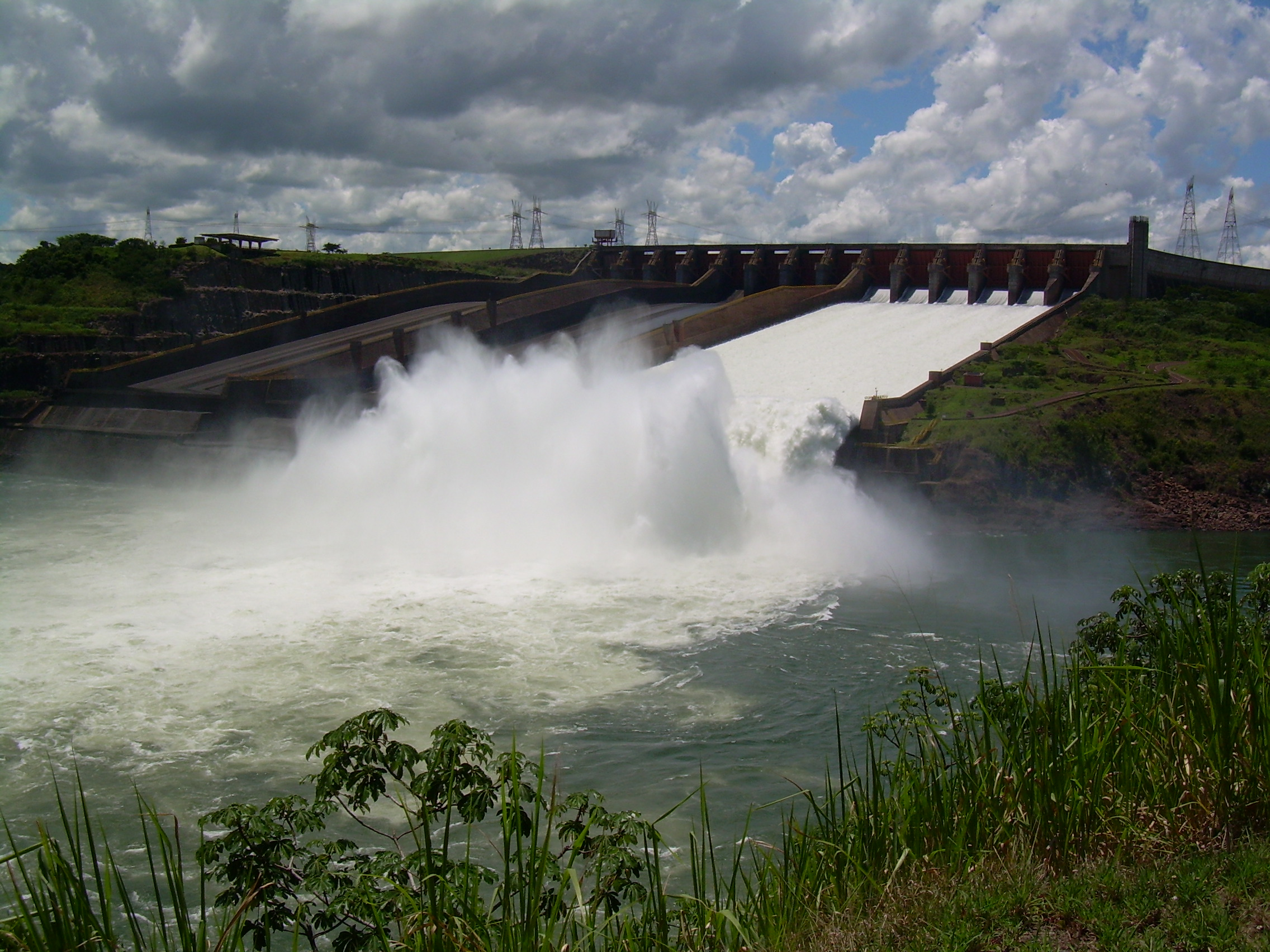
Itaipu

Itaipu es una obra musical de Philip Glass compuesta en 1989 para orquesta y coro. Sus fuentes de inspiración y su título hacen referencia a la presa hidroeléctrica más grande del mundo sobre el río Paraná entre la frontera de Brasil y Paraguay.

## Historia
Itaipú es la tercera parte de un tríptico musical dedicado a los "retratos sinfónicos de la naturaleza" que se compone de The Light (1987) y The Canyon (1988). Glass visitó el sitio de la presa que estaba en construcción, y impresionado por el tamaño de la obra decide componer una obra sinfónica cuyo título y letras son sugeridos por Marcelo Tassara y se han extraído de las leyendas de los indios guaraníes, Paraná es el lugar de nacimiento de la música e Itaipú significa «piedra que canta». Dijo que de inmediato se inspiró sobre el libro y declaró: «¡Tras haber admirado la obra y verla ya sé qué voy a componer!». La obra es un encargo de la Orquesta Sinfónica de Atlanta.
El estreno de la obra tuvo lugar bajo la dirección de Robert Shaw el 2 de noviembre de 1989 en Atlanta y la Orquesta Sinfónica de Atlanta.

## Estructura
Itaipu se compone de cuatro movimientos:
1. Mato Grosso - 11'41"
2. The Lake - 10'03"
3. The Dam - 11'50"
4. To the Sea - 5'40"

La obra dura alrededor de 40 minutos.

## Grabaciones
- Itaipu, por la Orquesta Sinfónica de Atlanta y el coro dirigido por Robert Shaw, Sony Records, 1993.